# Rýmy, hudba a boh
Rýmy, hudba a boh je třetí studiové album slovenské skupiny H16 vydané 28. května 2013 pod vydavatelstvím Spirit Music. Na albu spolupracovali interpreti jako Tina, Igor Kmeťo, Moja Reč, Max, Elpe, Čistychov a DNA. O hudební produkci se postarali Grimaso, Abe, Roman Zámožný, SpecialBeats a Billy Hollywood.
Album bylo po prvním týdnu prodeje oceněno zlatou deskou za prodej.

## Pozadí vzniku a nahrávání
O tom, že členové H16 pracují na společném materiálu se vědělo už v roce 2012. Společné album byl v plánu po sólových albech Otecka a Majka Spirita. Album bylo očekávané zejména díky sólovému úspěchu Majka Spirita a dvou předešlých alb H16, které byly kriticky i komerčně úspěšné. 21. dubna se na oficiálním youtube kanálu skupiny objevilo video ze zákulisí, kde členové H16 mluvili o albu. Hashtag #RHB, který byl skupinou často používán na sociálních sítích, symbolizuje iniciály názvu alba. Albu rovněž předcházel mixtape Stroj času od Abeho, kde rekapituloval svoji tvorbu. Členové H16 před albem říkali, že nechtěli mít na albu mnoho hostů, ale nakonec se na albu objevili zpěváci Igor Kmeťo, Tina, Max, Elpe a rappeři Supa, Delik, Čistychov a DNA. Počet hostů je zatím nejvyšší ze všech alb H16. O polovinu produkcí na albu se postaral Grimaso, zbytek alba produkovali Abe, SpecialBeats, Roman Zámožný a Billy Hollywood, který se v roce 2012 stal oficiálním členem H16.
Album se nahrávalo ve studiu FatMusic Studio, o mixáž a mastering se postaral Marek Šurin.

## Kompozice

### Hudební struktura
Po hudební stránce se album nese v modernějším duchu než předešlé album H16, ale stále obsahuje různorodé produkce. Albu dominují elektronické a hrané skladby jako například "Nech ti nejebe III", "Víťaz", "Jak doma", "Chcem ťa tu", kde se dají slyšet vlivy jižanského rapu a elektronické hudby. Album obsahuje i minimalistické produkce ve skladbách "Celú noc" a "Čo vlastne vieme?", také samplované skladby "Tieto chvíle", "Angel", "Pripravený", "Lalala" nebo "Nemám čas", kde Abe přehrál melodii ze skladby "Final Countdown" od skupiny Europe. Billy Hollywood produkoval dvě skladby, pomalejší skladbu "Stresujúci blahobyt" s jemnějším zvukem a "Nechaj ma žiť", kde se dají slyšet prvky reggae a dubstepu.

### Lyrika a projev
Témata na albu jsou různorodá, albu dominuje uvolněnější atmosféra díky letní, oslavné a párty tematice v skladbách "Celú noc", "Tieto chvíle", "Víťaz", "Jak doma", "Lalala". Typickou ukázku lze slyšet na třetím pokračování skladby "Nech ti nejebe", kde členové popisují historii skupiny. Skladba "Pripravený" je typickým motivačním rapem od H16, který se dal slyšet i na starších skladbách "V tvojej hlave", "Ostaň silný" nebo "Daj sa dokopy". Další témata na albu jsou rodina, loajalita, přátelé v "Ideme spolu", zaneprázdněnost a rychlý život na "Nemám čas", svoboda na "Nechaj ma žiť" a lovesong "Chcem ťa tu". Album obsahuje i uvědoměleji skladby "Čo vlastne vieme?" a "Stresujúci blahobyt", jejichž tématem je světovláda, systém a materialismus.
Technika projevu se oproti předešlým projektům H16 znovu zlepšila, struktura skladeb ale zůstala až na pár výjimek stejná - sloky obsahující 16 veršů a refrén. Album obsahuje více zpívaných refrénů jako první dvě alba, převážně odzpívaných hosty na albu.

## Single a videoklipy
První singl z alba "Nemám čas", který produkoval Abe, měl premiéru 7. dubna 2013. Majk Spirit k skladbě natočil v New Yorku video na jeden záběr ke své části skladby. Skladba měla k červenci 2013 na youtube více než 536 000 zhlédnutí.
Druhý singl z alba "Jdeme spolu" měl premiéru 26. dubna. Již při premiéře tohoto singlu bylo známo, že název alba bude mít iniciály RHB. Singl produkoval Roman Zámožný a k červenci 2013 měl na youtube více než 212 000 zhlédnutí. Ke skladbě bylo natočeno i one take video na památku Matouše Wagnera, zesnulého kamaráda mnoha bratislavských rapperů.
První plnohodnotný klip byl natočen ke skladbě "Celú noc". Videoklip, o jehož kameru a střih se postaral double a o námět Mário Bihar a členové H16, měl premiéru 23. června 2013. Klip obsahuje záběry z noční Bratislavy a kromě členů H16 se tam objevil i rapper Elpe nebo zpěvák Ben Cristovao. Video mělo k červenci 2013 více než 212 000 přehrání na oficiálním youtube kanálu skupiny.
Prvním rádiovým singlem z alba byla skladba "Letní chvíle" s hostující Tinou. Skladba se v týdenním žebříčku IFPI umístila v slovenském éteru nejvyšší na 60. místě a na 5. místě v žebříčku zaměřeném pouze na domácí tvorbu.

## Přijetí

### Prodej
Alba se během prvního týdne prodalo na Slovensku více než 3 000 kusů a skupina za něj získala zlatou desku. V Česku se album v prvním týdnu umístilo na 34. místě v žebříčku nejprodávanějších alb a nejvyšší pozici zaznamenalo v druhém týdnu prodeje, kdy obsadilo 24. místo.

## Seznam skladeb
| #  | Název                 | Producent       | Host            | Délka | Poznámka                                                       |
| -- | --------------------- | --------------- | --------------- | ----- | -------------------------------------------------------------- |
| 1  | „Intro“               | Grimaso         |                 | 1:08  | scratch: DJ Yanko Král                                         |
| 2  | „Nech ti nejebe III“  | Grimaso         |                 | 3:46  |                                                                |
| 3  | „Nemám čas“           | Abe             |                 | 5:03  | skladba obsahuje prvky ze skladby „Final Countdown“ od Europe. |
| 4  | „Ideme spolu“         | Roman Zámožný   |                 | 3:29  |                                                                |
| 5  | „Celú noc“            | Grimaso         |                 | 4:01  |                                                                |
| 6  | „Tieto chvíle“        | Grimaso         | Tina            | 3:47  |                                                                |
| 7  | „Angel“               | Grimaso         | Igor Kmeťo      | 3:58  |                                                                |
| 8  | „Na dne“              | Grimaso         | Moja Reč        | 4:12  |                                                                |
| 9  | „Pripravený“          | Grimaso         |                 | 4:18  |                                                                |
| 10 | „Víťaz“               | Abe             |                 | 4:13  |                                                                |
| 11 | „Jak doma“            | Abe             |                 | 3:51  |                                                                |
| 12 | „Chcem ťa tu“         | SpecialBeats    | Max             | 5:03  |                                                                |
| 13 | „Lalala“              | Abe             | Elpe            | 3:51  |                                                                |
| 14 | „Čo vlastne vieme?“   | Grimaso         | Čistychov & DNA | 5:03  |                                                                |
| 15 | „Stresujúci blahobyt“ | Billy Hollywood |                 | 4:23  |                                                                |
| 16 | „Nechaj ma žiť“       | Billy Hollywood |                 | 5:27  |                                                                |

## Výroba alba
- Michal "Majk Spirit" Dušička - rap, zpěv, výkonná produkce, management
- Marián "Mário Bihar" Baláž - výkonná produkce
- Anthony Silver - výkonná produkce
- Branislav "Otecko" Korec - rap
- Juraj "Cigo" Wertlen - rap
- Michal "Grimaso" Mikuš - hudební produkce
- DJ Yanko Král - scratch
- Abe - hudební produkce
- Billy Hollywood - hudební produkce
- Roman Zámožný - hudební produkce
- Patrik "SpecialBeats" Kosa - hudební produkce
- Martin "Max" Šrámek - zpěv
- Martina "Tina" Csillagová - zpěv
- Igor Kmeťo - zpěv
- Michal "Delik" Pastorok - rap
- Vladimír "Supa" Dupkala - rap
- Daniel "Čistychov" Chládek - rap
- Roman "DNA" Szabó - rap
- Elpe - zpěv
- Marek "DeLa Creame" Šurin - mixáž, mastering
- Tomas Thurzo - fotografie
- RHBDesign - design obalu

## Žebříčky a certifikáty

### Umístění v žebříčcích
| Žebříček       | Nejvyšší pozice |
| -------------- | --------------- |
| CZ Top 50 alba | 24              |

### Certifikace
| Krajina   | Ocenění |
| --------- | ------- |
| Slovensko | Zlaté   |